# جایزه بزرگ دیترویت ۱۹۸۶
جایزه بزرگ دیترویت ۱۹۸۶ (انگلیسی: ‎1986 Detroit Grand Prix‎)، که به‌طور رسمی با نام پنجمین جایزه بزرگ دیترویت شناخته می‌شود، یک مسابقهٔ موتوری در رشتهٔ اتومبیل‌رانی فرمول یک بود که در تاریخ ۲۲ ژوئن ۱۹۸۶ در پیست خیابانی دیترویت واقع در دیترویت، میشیگان، ایالات متحده برگزار شد. این گراند پری در میان ۱۶ گراند پری در فصل ۱۹۸۶، مسابقهٔ شمارهٔ ۷ بود.
در این مسابقه که در ۶۳ دور و به مسافت ۲۵۹٫۵۶ کیلومتر (۱۶۱٫۲۸۳ مایل) برگزار شد، پول پوزیشن توسط آیرتون سنا کسب شد و سریع‌ترین زمان برای طی یک دور پیست که برابر با ۱:۴۱٫۲۳۳ بود نیز توسط نلسون پیکه به ثبت رسید.
آیرتون سنا از تیم لوتوس-رنو، ژاک لافیت از تیم لیجیه-رنو و آلن پروست از تیم مک‌لارن-تگ به‌ترتیب مقام‌های اول تا سوم مسابقه را کسب کردند.

## رده‌بندی قهرمانی پس از مسابقه
|       | جایگاه | راننده     | امتیاز |
| ----- | ------ | ---------- | ------ |
|       | ۱      | آیرتون سنا | ۳۶     |
|       | ۲      | آلن پروست  | ۳۳     |
|       | ۳      | نایجل منسل | ۲۹     |
|       | ۴      | نلسون پیکه | ۱۹     |
|       | ۵      | ککه روسبرگ | ۱۴     |
| منبع: |        |            |        |

|       | جایگاه | سازنده        | امتیاز |
| ----- | ------ | ------------- | ------ |
|       | ۱      | ویلیامز-هوندا | ۴۸     |
|       | ۲      | مک‌لارن-تگ     | ۴۷     |
|       | ۳      | لوتوس-رنو     | ۳۶     |
|       | ۴      | لیجیه-رنو     | ۱۹     |
|       | ۵      | فراری         | ۱۳     |
| منبع: |        |               |        |

یادداشت
- تنها پنج جایگاه نخست از هر رده‌بندی نمایش داده شده‌است.